# Timp de protrombină
Timpul de protrombină (TP) este un parametru sanguin măsurat în laborator pentru a evalua capacitatea de coagulare a sângelui. Mai exact, sunt evaluați anumiți factori ai coagulării: I (fibrinogenul), II (protrombina), V (proaccelerina), VII (proconvertina) și X (factorul Stuart-Prower). Pe baza TP se poate calcula și INR-ul (din engleză: international normalized ratio).
Timpul de protrombină este utilizat pentru a monitoriza eficacitatea terapiei anticoagulante orale. Valorile de referință pentru TP variază, însă în mod normal acesta este de 12-13 secunde, iar pentru INR (în absența unui tratament cu anticoagulant) este de 0,8-1,2. În cazul tratamentului cu anticoagulante (acenocumarol, warfarină), INR-ul se încadrează între valorile 2 și 3. În unele cazuri, valorile țintă pot ajunge la 2,5-3,5.